# Shapes of Things
Shapes of Things es un sencillo de la agrupación de rock británica The Yardbirds, publicado el 25 de febrero de 1966. Alcanzó la tercera posición en las listas de éxitos en el Reino Unido y logró ingresar en el Top 10 de los Estados Unidos y Canadá.

## Listas de éxitos
| País                      | Posición | Semanas |
| ------------------------- | -------- | ------- |
| Reino Unido               | 3        | 9       |
| Canadá                    | 7        | 11      |
| Alemania                  | 22       | 9       |
| EE. UU. Billboard Hot 100 | 11       | 10      |
| EE. UU. CashBox Top 100   | 10       | 12      |

## Versión de The Jeff Beck Group
En mayo de 1968, Jeff Beck volvió a grabar «Shapes of Things» con su nueva banda, The Jeff Beck Group, para su álbum debut Truth. Según Beck, el vocalista Rod Stewart sugirió que grabaran la canción y Beck agregó, “vamos a reducir la velocidad y hacerla sucia y malvada”. El crítico musical Bruce Eder llama a la reelaboración de la melodía de los Yardbirds “sorprendentemente audaz... reconstruyendo deliberadamente la canción desde cero para que suene más cerca de Howlin' Wolf”. A pesar del nuevo arreglo, las notas del álbum solo mencionan a Paul Samwell-Smith como escritor y en la caja recopilatoria Beckology de 1991, Chris Dreja es incluido junto con Keith Relf, Jim McCarty y Samwell-Smith.
Beck continuó explorando nuevos sonidos de guitarra y usó una guitarra de acero Sho-Bud comprada recientemente para crear los rellenos de diapositivas para la canción. Martin Power describe la pausa instrumental de las canciones como “su sección media de ‘pistolas al amanecer’, que encontró a Jeff y [el baterista] Micky Waller persiguiéndose entre sí a través de un laberinto de redobles de tambores, platillos chocantes, cuerdas cortantes, y cremosos arpegios”. En una reseña de la canción de AllMusic, el escritor musical Joe Viglione también señala que “la batería de Mickey Waller no solo mantiene el ritmo, sino que trabaja con el bajo de Ron Wood en ritmos únicos” para apoyar la interpretación de guitarra de Beck.
«Shapes of Things» fue la primera canción de Truth y, con su sonido agresivo y muy amplificado, marcó la pauta del álbum. La mayor parte del álbum fue grabado con la guitarra Gibson Les Paul de 1959 de Beck, ocasionalmente enrutada a través de un pedal de efectos Tone Bender fuzzbox. Truth ha sido citado como el “prototipo del heavy metal”; según Beck: “Supongo que [las canciones de Truth apuntaban hacia ese camino, pero no el heavy metal que reconoces hoy”. Impulsado por una gira de conciertos bien recibida, Truth tuvo mucho éxito en los Estados Unidos, alcanzando el puesto #15 en el Billboard 200 un mes después de su lanzamiento en julio de 1968. En octubre de 1968, se publicó en el Reino Unido, pero no llegó a las listas de álbumes. Después de un concierto el 11 de octubre de 1968 en Chicago, se hizo una película promocional de Shapes of Things, que es una de las pocas actuaciones grupales de 1968 captadas en una película.